# Свейлдейл (сир)
Свейлдейл — це жирний твердий сир, вироблений у Свейдейлі, Північний Йоркшир, Англія. Сир виробляється з коров'ячого, овечого та козячого молока.

## Опис
Він має округлу форму з середньою вагою сирного колеса і виготовлений з непастеризованого молока. Тварин, молоко яких використовується для виготовлення сиру Swaledale, випасають на землях Свейдейлу. Це робить їхнє молоко однією з відмінних ознак цієї місцевості, як, наприклад, специфічна суміш травинок та трав, які ростуть відповідно до ґрунту та клімату, що у свою чергу створює такі характерні властивості сиру. Сир має вологу тверду текстуру, а його аромат характеризують як «свіжість туманного Дейлс і дикої суниці з солодкою карамельною ноткою овечого молока.»

## Виробництво
Сир Swaledale робиться вручну за рецептом з Свейдейлу, відомого лише кільком людям. Молоко збирають на фермах у Свейдейлі і нагрівають на першому етапі сироробного процесу. Після того, як його залишили на дві години, до молока додають сичуг. Потім суміш залишають на одну годину для згущення, після чого утворений сир нагрівають до 28 °С, розрізають та перемішують. Опісля цю масу зрізають знову, зливають і перед розбиттям блоків утворюються кубики, які укладаються у форми, облицьовані мусліном . Форми стискають під час зберігання при 28 °С протягом 18 годин і повертають один раз в чотири години. Після того, як сир пройшов процес стисканням, він знімається з прес-форм і просочується в розчині 85 % розсолу протягом 24 годин.
Готовий сир Swaledale зберігається у вологих підвалах. Поки він дозріває, на його шкірці росте сіро-блакитна цвіль в тому разі, якщо шкірка не була оброблена натуральним воском. Дозрівання триває близько трьох-чотирьох тижнів.

## Історія
Легенди про Йоркшир Дейлс, область, що включає Swaledale, говорять про походження сиру, який має ті ж корені, що і цистерцианські ченці з Нормандії, які оселилися в цьому районі в 11 столітті. Їхні методи передалися місцевим фермерам у Свейдейлі, які продовжували виробляти сир, незважаючи на те, що ченці покинули місто під час розпуску монастирів. У 18 столітті сир вироблявся на фермах у Свейдейлі і продавався свіжим з білим кольором або дозрівшим. Висока вологість та відкрита текстура цього сиру дозволяють йому легко синіти, дозріваючи у вологих умовах. На початку 20-го століття виробництво сиру у Свейдейлі почало зменшуватися, і до 1980 року лише одна ферма все ще виробляла там сир. На початку 80-х років і це виробництво припинилось, аж до того, як пані Лонгстафф подарувала оригінальний рецепт сиру Swaledale Давиду та Менді Редесам, які заснували компанію Swaledale Cheese у лютому 1987 року, щоб виробляти сир.

## Нагороди
У 1995 році Swaledale Cheese та Swaledale Ewes Cheese отримали статус Захищеного найменування місця походження (PDO, англ. protected designation of origin). Ці сири завоювали низку нагород, включаючи три золоті нагороди на премії Great Taste Awards 2008 року, а також три золоті та два бронзові медалі на World Cheese Awards 2008 року.